# بیدارت
بیدارت (به فرانسوی: Bidart) یک کمون در فرانسه است که در پیرنه-آتلانتیک واقع شده‌است. بیدارت ۱۲ کیلومتر مربع مساحت دارد ۶۰ متر بالاتر از سطح دریا واقع شده‌است.